# 뱌즈니키

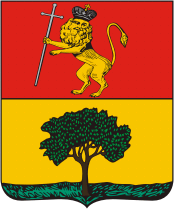
시 문장

뱌즈니키(러시아어: Вязники)는 러시아 블라디미르주 동부에 위치한 도시로, 인구는 40,398명(2002년 기준)이다. 블라디미르(블라디미르 주의 주도)에서 동쪽으로 121km 정도 떨어진 곳에 위치하며 클랴지마 강 우안과 접한다. 1608년 신설되었고 1778년 시로 승격되었다. 러시아 아마 산업의 중심지이다.